# Ngụy Cảnh Mẫn vương
Ngụy Cảnh Mẫn vương (chữ Hán: 魏景湣王, trị vì: 242 TCN – 228 TCN), tên thật là Ngụy Ngọ (魏午) hay Ngụy Tăng (魏增), là vị vua thứ bảy của nước Ngụy - chư hầu thời Chiến Quốc trong lịch sử Trung Quốc.

## Lên ngôi
Ngụy Tăng là con Ngụy An Ly vương – vua thứ 6 nước Ngụy. Do nước Ngụy bị Tần đánh nhiều lần, bị mất nhiều đất đai, vua cha An Ly vương phải xin giảng hòa, cho ông sang Tần làm con tin.
Năm 247 TCN, Tần đánh Ngụy, vây kinh thành Đại Lương. Chú ông là Tín Lăng quân Ngụy Vô Kỵ cầm quân cả năm nước hợp tung đánh tan quân Tần ở Hà Ngoại. Liên quân thừa thắng đuổi quân Tần đến ải Hàm Cốc, chẹn đường quân Tần, quân Tần không dám ra. Tần Trang Tương vương tức giận, muốn cầm tù thái tử Ngụy Tăng đang làm con tin ở Tần, nhưng sau đó nghe lời can, nếu giam giữ ông sẽ khiến các nước đang thần phục khác là Hàn, Tề nghi ngờ, vì vậy vua Tần thả ông.
Năm 243 TCN, Ngụy An Ly vương mất, Ngụy Tăng lên nối ngôi, tức là Ngụy Cảnh Mẫn vương.

## Đất mất nước suy
Năm 242 TCN, Tần vương Chính đánh Ngụy, chiếm 20 thành, lập ra Đông quận.
Năm sau, quân Tần lại đánh chiếm đất Triều Ca của nước Ngụy.
Năm 240 TCN, nước Ngụy lại bị quân Tần chiếm đất Cấp.
Năm 238 TCN, Tần vương Chính lại đánh chiếm đất Viên, Bồ Dương và Diễn. Đất đai nước Ngụy càng bị thu hẹp, chỉ còn quanh vùng kinh đô Đại Lương.
Năm 228 TCN, Ngụy Cảnh Mẫn vương qua đời. Ông làm vua được 15 năm. Thái tử Giả lên nối ngôi, tức là Ngụy vương Giả.